# فینال جام حذفی فوتبال انگلستان ۱۹۹۶
فینال جام حذفی فوتبال انگلستان ۱۹۹۶، رقابت پایانی جام حذفی فوتبال انگلستان در سال ۱۹۹۶ میلادی است که مابین دو تیم باشگاه فوتبال منچستر یونایتد و باشگاه فوتبال لیورپول در ورزشگاه ومبلی لندن برگزار شده‌است.
این مسابقه که در تاریخ ۱۱ مه ۱۹۹۶ انجام شده‌است با نتیجه ۱ بر ۰ به سود تیم باشگاه فوتبال منچستر یونایتد به پایان رسید.